# Małopolski Wyścig Górski 2017
55. edycja kolarskiego Małopolskiego Wyścigu Górskiego odbywała się od 9 do 11 czerwca 2017 roku. Wyścig liczył 3 etapy, o łącznym dystansie 406 km. Wyścig figurował w kalendarzu cyklu UCI Europe Tour, posiadając kategorię UCI 2.2.

## Uczestnicy
Lista drużyn uczestniczących w wyścigu:
| Numery  | Kod | Drużyna                |
| ------- | --- | ---------------------- |
| 1-6     | CCC | CCC Sprandi Polkowice  |
| 11-16   | ADR | Adria Mobil            |
| 21-26   | ISD | ISD-Jorbi              |
| 31-36   | SIT | Staki-Technorama       |
| 41-46   | PFG | CK Příbram Fany Gastro |
| 51-56   | WIB | Wibatech 7R Fuji       |
| 61-66   | DSP | Domin Sport            |
| 71-76   | RIW | Riwal Platform         |
| 81-86   | MCC | Minsk Cycling Club     |
| 91-96   | ASP | AC Sparta Praha        |
| 101-106 | THU | Team Hurom             |
| 111-116 | SKC | SKC Tufo Prostějov     |

| Numery  | Kod | Drużyna                          |
| ------- | --- | -------------------------------- |
| 131-136 | VOS | Voster Uniwheels Team            |
| 141-146 | STF | Start-Vaxes Cycling Team         |
| 151-156 | JBG | JBG2 Professional MTB Team       |
| 171-176 | KED | KED-Stevens Team Berlin          |
| 191-196 | KPM | KS Pogoń Mostostal Puławy        |
| 201-206 |     | Speeder Wheels                   |
| 221-226 | PST | P&S Team Thuringen               |
| 231-236 | CLG | TC Chrobry Scott Głogów          |
| 241-245 |     | Reprezentacja Regionu Małopolska |
| 251-253 |     | Dar-Bud Team                     |

## Etapy
| Etap | Data       | Start – Meta                    | km  | Typ         | Zwycięzca etapu | Lider           |
| ---- | ---------- | ------------------------------- | --- | ----------- | --------------- | --------------- |
| 1.   | 9 czerwca  | Alwernia – Trzebinia            | 123 | Pagórkowaty | Kamil Zieliński | Kamil Zieliński |
| 2.   | 10 czerwca | Kokotów – Stary Sącz            | 143 | Pagórkowaty | Maciej Paterski | Maciej Paterski |
| 3.   | 11 czerwca | Chochołowskie Termy – Nowy Targ | 140 | Pagórkowaty | Maciej Paterski | Maciej Paterski |

## Klasyfikacja generalna
| M-ce | Imię i nazwisko       | Kraj     | Drużyna               | Czas       |
| ---- | --------------------- | -------- | --------------------- | ---------- |
| 1.   | Maciej Paterski       | Polska   | CCC Sprandi Polkowice | 9h 07' 25" |
| 2.   | Paweł Bernas          | Polska   | Domin Sport           | + 1' 18"   |
| 3.   | Jonas Gregaard Wilsly | Dania    | Riwal Platform        | + 1' 21"   |
| 4.   | Marek Rutkiewicz      | Polska   | Wibatech 7R Fuji      | + 1' 22"   |
| 5.   | Łukasz Owsian         | Polska   | CCC Sprandi Polkowice | + 1' 26"   |
| 6.   | Adam Stachowiak       | Polska   | Voster Uniwheels Team | + 1' 27"   |
| 7.   | Gašper Katrašnik      | Słowenia | Adria Mobil           | + 1' 29"   |
| 8.   | Kamil Zieliński       | Polska   | Domin Sport           | + 1' 29"   |
| 9.   | Rasmus Mygind         | Dania    | Riwal Platform        | + 1' 37"   |
| 10.  | Emanuel Piaskowy      | Polska   | Team Hurom            | + 1' 39"   |